# Исаметово (Шаранский район)
Исаме́тово (баш. Исәмәт) — деревня в Шаранском районе Республики Башкортостан Российской Федерации. Входит в состав Дмитриево-Полянского сельсовета. 

## География

### Географическое положение
Находится неподалёку от реки Сюнь. Расстояние до:
- районного центра (Шаран): 5 км,
- центра сельсовета (Дмитриева Поляна): 7 км,
- ближайшей ж/д станции (Туймазы): 35 км.

## История
Возникла в советское время. Обозначена на карте 1982 года как деревня с населением около 10 человек.
В 1989 году население — 5 человек (3 мужчины, 2 женщины).
В 2002 году — 3 человека (2 мужчины, 1 женщина), башкиры (100 %).
В 2010 году — 2 человека (1 мужчина, 1 женщина).

## Население
| 2002 | 2009 | 2010 |
| ---- | ---- | ---- |
| 3    | →3   | ↘2   |